# Tridenchthonius donaldi
Tridenchthonius donaldi är en spindeldjursart som beskrevs av Frank Archibald Sinclair Turk 1946. Tridenchthonius donaldi ingår i släktet Tridenchthonius och familjen Tridenchthoniidae. Inga underarter finns listade i Catalogue of Life.